# Ервинг (Илиноис)
Ервинг (енгл. Irving) град је у америчкој савезној држави Илиноис.

## Демографија
По попису из 2010. године број становника је 495, што је 1.989 (-80,1%) становника мање него 2000. године.
| Група             | 2000.         | 2010.       |
| Белци             | 1.291 (52,0%) | 475 (96,0%) |
| Афроамериканци    | 1.041 (41,9%) | 0 (0,0%)    |
| Азијати           | 1 (0,0%)      | 0 (0,0%)    |
| Хиспаноамериканци | 139 (5,6%)    | 11 (2,2%)   |
| Укупно            | 2.484         | 495         |